# Borsányi Gábor
Borsányi Gábor (Budapest, 1977. augusztus 4. –) magyar üzletember és volt labdarúgó, a teqball egyik társalapítója, kreatív ötletgazdája, a Nemzetközi Teqball Szövetség elnöke.  A Magyar Agrár- és Élettudományi Egyetem szenátusától címzetes egyetemi docens címet kapott 2022-ben.

## Élete
Borsányi Gábor Budapest IV. kerületében, Újpesten nőtt fel és már gyermekkora óta fontos szerepet játszik életében a labdarúgás. Tizenéves korában barátaival rengeteget focizott az újpesti panelházak közt, majd miután a hagyományos labdarúgást megunták, a betonos pingpongasztalon kezdtek el lábteniszezni. Az egyenes felületű sporteszköz azonban nem volt ideális erre a játékra, hiszen a labda gyakran az asztalfelületen maradt, nem pattant a játékosok irányába.
Folytatva pályafutását, Borsányi Gábor 18 éves koráig versenyszerűen futballozott és az NBII-es REAC csapatában is szerepelt hivatalos másodosztályú felnőtt bajnoki mérkőzésen is. 
Profi labdarúgó karrierjét befejezve ezután saját rendezvényszervező vállalkozásba fogott egy barátjával, amely vállalkozás még ma is működik. 
2000 nyarán a Balatonon dolgozott, ahol egy, a magyar labdarúgó-bajnokság első osztályában szereplő társasággal hozta össze a sors, akik egy betonos pingpongasztalon lábteniszeztek egy számára ismeretlen német állampolgárságú úrral. Borsányi Gábor szerette volna ebben a játékban kihívni a győztest, aki kijelentette, hogy csak tétben hajlandó játszani - azonban őt ez sem tántorította el. A mérkőzést végül Borsányi Gábor nyerte és itt idézte fel újra gyermekkori ötletét: ha meghajlítanák az asztalt, a játék sokkal folyamatosabb és élvezhetőbb lenne, hiszen az ív segíthetné a labda játékoshoz való pattanását.

## A teqball projekt
Közel 12 év elteltével, 2012-ben találkozott későbbi alapítótársával, Huszár Viktorral, akivel megosztotta az álmát, hogy ebből a játékból világszerte népszerű tömegsportot és látványos versenysportot lehetne csinálni.  Ezen találkozás után, egymással egyetértésben kezdetét vette a teqball projekt.
2014-ben alakult ki a végleges társalapítói kör, amikor a teqball projektbe becsatlakozott Gattyán György is. A három alapító azóta közös erővel, időt és energiát nem sajnálva dolgoznak azon, hogy a világ egyik legnépszerűbb sportjává tegyék a teqballt.

2017-ben megalakult a Nemzetközi Teqball Szövetség, amelynek első elnöke Borsányi Gábor lett. Két alapítótársa, Huszár Viktor és Gattyán György pedig alelnökök lettek.

## A Teqvoly™ projekt
Borsányi Gábor a 2019-ben megalakult TEQVOLY™ társalapítója, amelynek keretében kifejlesztett sportág az asztali röplabda (table volleyball), ami a hagyományos röplabda elemeit ötvözi a Teqballból ismert hajlított asztalon zajló játékkal, egyedi szabályrendszer mentén. A sportág célja egy látványos, dinamikus és széles körben hozzáférhető mozgásforma megteremtése, amely alkalmas mind versenyszerű, mind szabadidős sportolásra. A sportág fejlesztésének egyik kiemelt célja annak nemzetközi szintű elismertetése és versenyrendszerbe való integrálása, amelyet a Nemzetközi Asztali Röplabda Szövetség (International Table Volleyball Federation, röviden ITVF) irányít. Borsányi Gábor az ITVF egyik alapítója, és a szövetség felelős a sportág szabályozásáért, a nemzeti szövetségek koordinálásáért, valamint a globális népszerűsítéséért és sportdiplomáciai kapcsolatok építéséért. A sportág célja, hogy világszerte elérje a fiatal és a felnőtt közönséget egyaránt, hozzájárulva egy új, innovatív sportkultúra kialakításához. 

## Díjai
Borsányi Gábor csapatával együtt 2015-ben elnyerte a "Design Oscar-díj"-nak is gyakran emlegetett Red Dot díjat, ahol a legnagyobb világcégek termékeivel versenyeznek a pályázók.
2019-ben pedig a Teq Smart asztallal nyerte el a Magyar Formatervezési Díjat a Teqball csapata, melyet a Design Hét megnyitóján adtak át Budapesten, a Hagyományok Házában.  
2021 októberében Szászberek díszpolgárává választották.
További díjak:
- ISPO Díj 2015, 2016[10]
- Az Év Honlapja díj 2017 [11]
  - Márkasite kategória - Az Év Honlapja 2017
  - Életmód és sport kategória - Különdíj
- IF Design Díj Archiválva 2019. november 13-i dátummal a Wayback Machine-ben 2018[12]
- Szászberek díszpolgára